# I due ussari
I due ussari (in russo Два гусара?, Dva gusara) è un racconto di Lev Nikolaevič Tolstoj pubblicato per la prima volta nel 1856.

## Trama

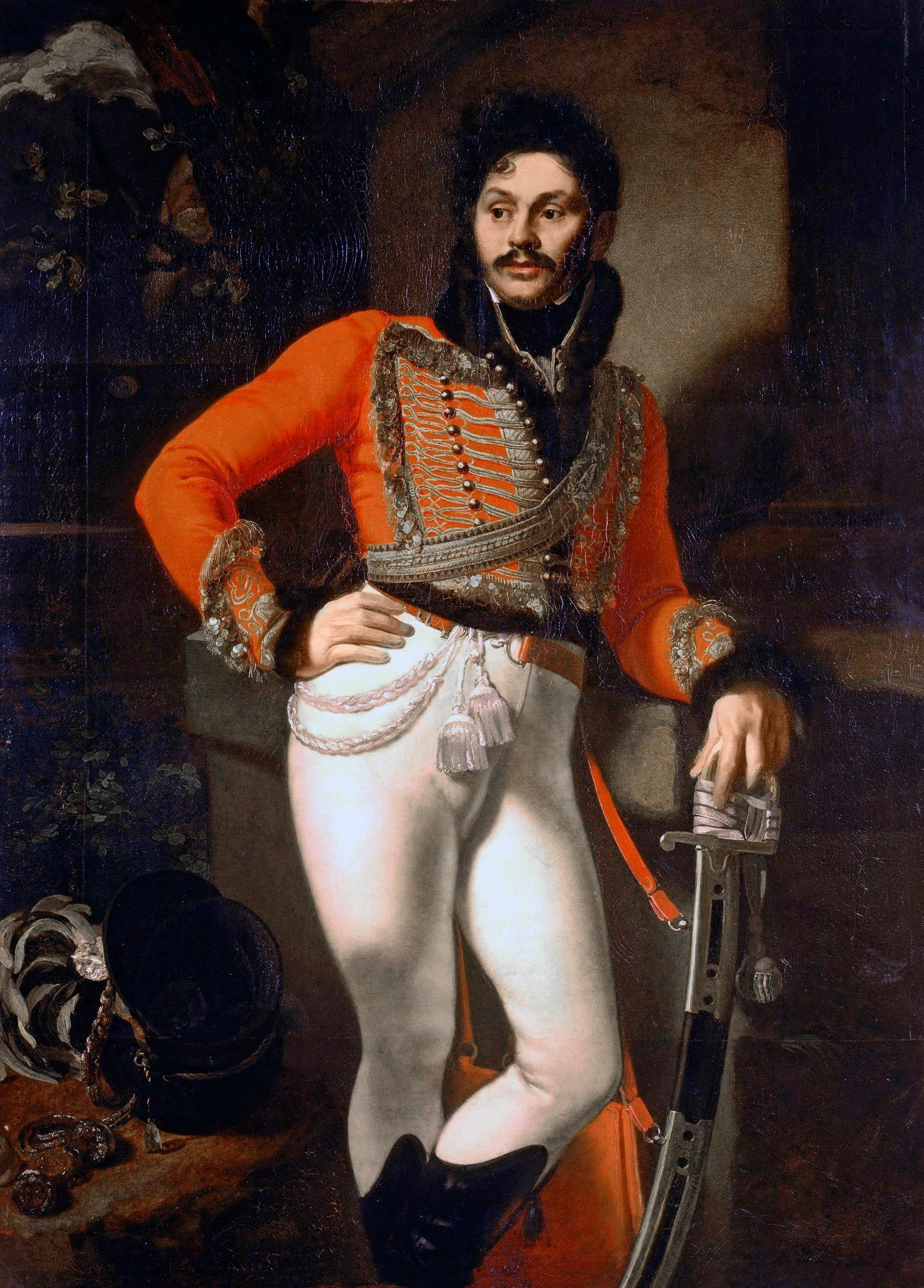
Ussaro russo, dipinto di Orest Adamovič Kiprenskij (ca. 1810)

Il racconto è diviso in due parti, lunghe ciascuna otto capitoli. Le vicende dei primi otto capitoli si svolgono nel 1828 e hanno per protagonista il primo ussaro, il conte Fëdor Turbin, brillante ufficiale. Dal nono capitolo in poi la vicenda si svolge vent'anni dopo, nel 1848, e ne è protagonista il figlio di Fëdor Turbin, anch'egli ufficiale degli ussari, ma privo della vitalità, della generosità e della simpatia del padre.
In una piccola città di provincia russa, nel 1828, giunge per caso il conte Fëdor Turbin, chiassoso ed esuberante ufficiale della guardia, gran bevitore, gran donnaiolo, giocatore e amante dei duelli, capace di gesti disinteressati di amore e di amicizia. Nei pochi giorni in cui rimane nella cittadina: salva dal disonore l'ulano Il'in, un altro ufficiale che ha perso al gioco la sua somma personale e la cassa del reggimento, restituendogli il danaro che Il'in aveva perso al gioco con Luhnov, un baro; il tutto dopo che lo aveva avvisato ed esortato invano a lasciar perdere. Si fa prestare del danaro da Zaval'ševskij, uno snob locale, ma si guarda bene dal restituirglielo, anzi lo malmena e regala parte del danaro a delle zingare. Da ultimo Seduce la giovane e bella vedova Anna Fëdorovna, sorella di Zaval'ševskij, senza preoccuparsi della reputazione di lei.
Vent'anni dopo, nella stessa cittadina, giunge il figlio di Fëdor Turbin, anch'egli capitano degli ussari, e viene alloggiato nella casa di Anna Fëdorovna. Fëdor Turbin è morto vent'anni prima in un duello. Esteriormente Turbin figlio è identico al padre; tuttavia, laddove il padre era chiassoso ma anche generoso e disinteressato, il figlio è compito, educato, ma alquanto meschino e maldestro. Anna Fëdorovna ha una bella e giovane figlia, Liza, che il giovane Turbin vorrebbe sedurre. Turbin partecipa a una partita a carte che i suoi ospiti giocano in famiglia, non si trattiene dallo spennare al gioco Anna Fëdorovna; i tentativi di seduzione di Liza si risolvono in brutte figure; i rapporti con gli altri alquanto deludenti. Per di più i tentativi di indurlo alla moderazione da parte del cornetta Polozov falliscono; del resto lo stesso Polozov nutre un sincero interesse per la fanciulla, e di fronte all'avventatezza di Turbin, lo insulta dandogli del mascalzone. L'inevitabile duello viene sventato solo dalla solerzia di un altro ufficiale.

## Storia editoriale
La novella è stata scritta fra il 12 marzo e il 14 aprile 1856. Il titolo originale sul manoscritto, in russo Отец и сын?, Otec i syn (in italiano: Padre e figlio), fu cambiato su suggerimento di Nekrasov. Fu pubblicata sulla rivista Sovremennik, nel numero 5 del 1856, con una dedica a Mariâ Tolstoj, sorella dell'autore. Il personaggio di Fëdor Turbin padre è probabilmente ispirato a quello di Fëdor Ivánovič Tolstój, un aristocratico parente dell'autore. Il racconto fu una delle prime opere di Tolstoj ad essere stata tradotta in un'altra lingua; una traduzione in lingua francese fu pubblicata in appendice, con una prefazione di Turgenev, nel numero 5047 del quotidiano «Le Temps», nel 1875.

## Critica
Italo Calvino osservava che i due Turbin appartenevano rispettivamente alla generazione che aveva sconfitto Napoleone ai primi dell'Ottoccento e a quella che nel 1848-49 aveva represso le rivoluzioni in Polonia e in Ungheria. La contrapposizione fra i due non è ispirata a un generico rimpianto del passato, ma a un bilancio dei costi del progresso. Scriveva infatti nel primo capitolo Tolstoj:
(Lev Tolstoj, I due ussari, traduzione di Agostino Villa, Torino: Einaudi, 1973)

## Edizioni
- Usseri: un incontro al Caucaso; traduzione italiana di Pietro Ottolini, Milano: Sonzogno, Coll. Biblioteca universale n. 299, 1902
- Sebastopoli: seguìto da Il taglio del bosco, I due usseri; traduzione dal russo della duchessa d'Andria, Roma: Longanesi, 1941
- Romanzi brevi e racconti (Contiene: I due ussari; La tempesta di neve; Tre morti  La felicità domestica; Polikushka; La morte di Ivan Ilyc; La sonata a Kreutzer; Padre Sergio; La cedola falsa; Hadgi-Murad); a cura di Giuseppe Donnini, Roma: Gherardo Casini, 1951
- I due ussari; nota introduttiva di Italo Calvino; traduzione a cura di Agostino Villa, Torino: Einaudi, 1973
- La sonata a Kreutzer; La morte di Ivan Iljic; Due Ussari; La tempesta di neve, La Spezia: Fratelli Melita, 1989
- Due ussari, Cuneo : Araba Fenice, 1999

## Adattamenti
- Два гусара, film del 1984 diretto da Vâčeslav Sigizmundovič Krištofovič